# Dolicorhamphus
Dolicorhamphus (лат.) —  род птерозавров из семейства Rhamphorhynchidae, окаменелые остатки которого были обнаружены в среднеюрских отложениях формаций Taynton Limestone и формаций Fuller's Earth в Великобритании. Род включает два вида: D. bucklandii и D. depressirostris.

## Открытие и наименование
D. bucklandi описан на основе голотипа, ныне утерянной челюсти из формации Taynton Limestone, которая была описана как вид птеродактиля в 1832 году. Список известных образцов таков: NHMUK PV R 28610, 32752, 37765, 38014, 38015, 38016, 38017, 38019, 38020, 38025, 40126, 47994, 47999a, 1028, 1029, 1030, 1824, 2637, 6749, 6750 (Steel 2012); OUM J.28275, J.28537 и J.283043 (включая элементы посткраниального скелета, не пересекающиеся с голотипом). Длина голотипа челюсти составляла примерно 8,89 см. Находка была подарена Генри Рейнольдс-Моретоном Томасу Гексли.
D. depressirostris описан на основе образцов GSM 113723 (нижняя челюсть) и NHMUK PV R 40126 (изолированные элементы конечностей). Зубы D. depressirostris удлинённые; вытянутая челюсть, тонкое компактное вещество, расположение зубов и гладкая текстура кости подтверждают принадлежность к птерозаврам.

## Классификация
Оба вида Dolicorhamphus изначально были отнесены к роду Rhamphocephalus, который считался «рамфоринхоидным» птерозавром. Однако типовой вид Rhamphocephalus, R. prestwichii, как установили O'Sullivan и Martill в 2018 году, был талаттозухиией; тем не менее, виды «R. depressirostris» и «R. bucklandii» явно были птерозаврами; первый считался представителем Scaphognathinae, а второй относился к более общему Rhamphorhynchidae. Andres в работе 2021 выделил род Dolicorhamphus для этих двух видов, посчитав его действительным родом птерозавров, тесно связанным с Klobiodon (при этом типовой вид назначен не был); данное определение было принято в работах других исследователей.